# Graziano Boscacci
Graziano Boscacci (* 15. November 1969 in Albosaggia) ist ein italienischer Skibergsteiger.

## Erfolge (Auswahl)
- 2002:
  - 1. Platz bei der Weltmeisterschaft Skibergsteigen Team mit Ivan Murada
  - 4. Platz bei der Weltmeisterschaft Skibergsteigen Kombinationswertung

- 2003: 7. Platz bei der Europameisterschaft Skibergsteigen Einzel

- 2004: 2. Platz bei der Weltmeisterschaft Skibergsteigen Staffel mit Carlo Battel, Martin Riz und Guido Giacomelli

- 2005: 2. Platz bei der Europameisterschaft Skibergsteigen Team mit Ivan Murada

- 2006: 3. Platz beim Adamello Ski Raid mit Guido Giacomelli und Daniele Pedrini

- 2007: 3. Platz beim Sellaronda Ski Marathon mit Ivan Murada

- 2008:
  - 1. Platz im Italien-Cup
  - 2. Platz beim Sellaronda Ski Marathon mit Ivan Murada

### Pierra Menta
- 1995: 9. Platz mit Ivan Murada
- 1998: 6. Platz mit Ivan Murada
- 1999: 4. Platz mit Ivan Murada
- 2000: 5. Platz mit Ivan Murada
- 2001: 2. Platz mit Ivan Murada
- 2002: 1. Platz mit Ivan Murada
- 2003: 5. Platz mit Ivan Murada
- 2004: 5. Platz mit Ivan Murada
- 2005: 4. Platz mit Ivan Murada
- 2006: 7. Platz mit Ivan Murada

### Trofeo Mezzalama
- 1999: 3. Platz mit Ivan Murada un Luca Negroni
- 2001: 1. Platz mit Ivan Murada und Heinz Blatter
- 2003: 5. Platz mit Ivan Murada und Heinz Blatter
- 2007: 5. Platz mit Ivan Murada und Mirco Mezzanotte
- 2009: 4. Platz mit Ivan Murada und Pietro Lanfranchi